# Karen Press
Karen Press est une poétesse sud-africaine, née au Cap en 1956. 
Elle vit actuellement à Sea Point. Elle travaille à plein temps en tant qu'écrivaine et éditrice. Elle a publié huit volumes de poésie, un scénario de film, des nouvelles ainsi que des outils et textes pour l'éducation dans les domaines des sciences, des mathématiques, de l'économie et de la langue anglaise.
En 1987 elle a cofondé la maison d'édition collective Buchu Books.

## Poésies
- Emergency Declarations (poèmes trouvés, coédité avec Ingrid de Kok, 1985)
- This Winter Coming (Cinnamon Crocodile, 1986)
- Bird Heart Stoning the Sea (Buchu Books, 1990)
- History is the dispossession of the heart (Cinnamon Crocodile, 1992)
- The Coffee Shop Poems (Snailpress, 1993)
- Echo Location - a guide to Sea Point for residents and visitors (Gecko Books, 1998)
- Home (Carcanet, 2000)
- The Little Museum of Working Life (Deep South, 2004)